# VdB 97
vdB 97 è una nebulosa a riflessione visibile nella costellazione della Poppa.
Si trova nella parte nordoccidentale della costellazione, circa 11° a est di Sirio, la stella più brillante del cielo notturno; costituisce la parte più orientale della nebulosa Sh2-302, una regione H II in cui sono attivi dei fenomeni di formazione stellare. Il periodo più propizio per la sua osservazione nel cielo serale è compreso fra i mesi di dicembre e aprile e la sua declinazione meridionale fa sì che sia osservabile con più facilità dalle regioni australi. La stella responsabile dell'illuminazione dei gas è nota come BD-16 2003, la cui classe spettrale non è classificata. La distanza è compatibile con quella della vicina nebulosa, sui 1800 parsec (5870 anni luce).